# Barygenys flavigularis
Barygenys flavigularis és una espècie de granota que viu a Papua Nova Guinea.